# Concilium Germanicum
Concilium Germanicum wird eine am 21. April 742 abgehaltene Reformsynode der germanischen Bischöfe genannt, die von Hausmeier Karlmann initiiert wurde und unter der Leitung des Bonifatius  stattfand.
Die Bemühungen des Bonifatius, die germanische Kirche zu reformieren, gipfelten in Reformsynoden. Die erste und wichtigste war das Concilium Germanicum. Als päpstlicher Missionslegat für Germanien von Papst Gregor III. leitete Bonifatius die Synode, die am 21. April 742 an einem nicht bekannten Ort tagte. Neben Bonifatius nahmen an der Synode noch sechs weitere Bischöfe teil, Burkard (Würzburg), Regenfried (Köln), Witta (Büraburg), Willibald (Eichstätt), Dadanus (Erfurt) und Edda (Straßburg). Unterstützt wurde die Synode von dem fränkischen Hausmeier Karlmann, der sie offiziell einberief. Bonifatius sah er nicht als Leiter der Synode, sondern nur als seinen Berater an. Die Beschlüsse der Synode wurden von Karlmann als allgemeines Gesetz verkündet.
Beschlossen wurde unter anderem Folgendes: 
- Statt der adligen Laien, die in einigen Bistümern seit der Lehnsvergabe durch Karl Martell herrschten, wurden als Leiter der Bistümer wieder Bischöfe eingesetzt.
- Jeder Bischof wurde zur Visitationsreise durch seine Pfarreien verpflichtet, während der er die Firmungen vorzunehmen hatte. In diesem Zusammenhang kam der Brauch auf, Hilfsbischöfe, so genannte Weihbischöfe, einzusetzen, die den Bischof bei seinen Aufgaben unterstützen. (+)
- Der Klerus musste einmal jährlich in der Fastenzeit seinem Bischof gegenüber Rechenschaft über seine Lebens- und Amtsführung geben. (+)
- An jedem Gründonnerstag sollte eine Messe stattfinden, in der der Bischof die Heiligen Öle weihte, die für alle Pfarreien seines Bistums bei ihm abgeholt werden mussten. (+)
- Dem Klerus wurde das Tragen von Waffen und die Jagd verboten. (+)
- Messfeiern unter freiem Himmel (sub divo) sind als fester Bestandteil der Feldseelsorge gestattet.[1]
- Als verbindliche Klosterregel wurde die Benediktusregel für alle Klöster vorgeschrieben.

(+) Diese Beschlüsse sind noch heute in Kraft.

## Einzelnachweis
1. ↑  Andreas Heinz: Feldmesse. In: Walter Kasper (Hrsg.): Lexikon für Theologie und Kirche. 3. Auflage. Band 3. Herder, Freiburg im Breisgau 1995, Sp. 1215.